# Guanay
Guanay är kommunhuvudort i Bolivia.   De ligger i provinsen Provincia Larecaja och departementet La Paz, i den nordvästra delen av landet, 500 km nordväst om huvudstaden Sucre. Guanay ligger 477 meter över havet och antalet invånare är 3 890.
Terrängen runt Guanay är huvudsakligen kuperad. Guanay ligger nere i en dal. Runt Guanay är det tätbefolkat, med 343 invånare per kvadratkilometer.. Guanay är det största samhället i trakten.
I omgivningarna runt Guanay växer i huvudsak städsegrön lövskog.